# Mas-Blanc-des-Alpilles
Mas-Blanc-des-Alpilles est une commune française, située dans le département des Bouches-du-Rhône en région Provence-Alpes-Côte d'Azur.
Ses habitants sont appelés les Masblancais.

## Géographie

### Localisation
Mas-Blanc-des-Alpilles est la plus petite commune de Provence. L'accès se fait par la RD 99, entre Saint-Étienne-du-Grès (à l'ouest) et Saint-Rémy-de-Provence (à l'est).

### Communes limitrophes
Les communes limitrophes sont Saint-Étienne-du-Grès et Saint-Rémy-de-Provence.

### Hydrographie
Le Vigueirat.

### Climat
Pour des articles plus généraux, voir Climat de Provence-Alpes-Côte d'Azur et Climat des Bouches-du-Rhône.
En 2010, le climat de la commune est de type climat méditerranéen franc, selon une étude du Centre national de la recherche scientifique s'appuyant sur une série de données couvrant la période 1971-2000. En 2020, Météo-France publie une typologie des climats de la France métropolitaine dans laquelle la commune est exposée à un climat méditerranéen et est dans la région climatique  Provence, Languedoc-Roussillon, caractérisée par une pluviométrie faible en été, un très bon ensoleillement (2 600 h/an), un été chaud (21,5 °C), un air très sec en été, sec en toutes saisons, des vents forts (fréquence de 40 à 50 % de vents > 5 m/s) et peu de brouillards.
Pour la période 1971-2000, la température annuelle moyenne est de 14,1 °C, avec une amplitude thermique annuelle de 17,8 °C. Le cumul annuel moyen de précipitations est de 658 mm, avec 5,6 jours de précipitations en janvier et 2,3 jours en juillet. Pour la période 1991-2020, la température moyenne annuelle observée sur la station météorologique de Météo-France la plus proche, « Tarascon », sur la commune de Tarascon à 8 km à vol d'oiseau, est de 15,4 °C et le cumul annuel moyen de précipitations est de 643,8 mm. 
La température maximale relevée sur cette station est de 43 °C, atteinte le 28 juin 2019 ; la température minimale est de −7,7 °C, atteinte le 4 janvier 1993,,.
Les paramètres climatiques de la commune ont été estimés pour le milieu du siècle (2041-2070) selon différents scénarios d'émission de gaz à effet de serre à partir des nouvelles projections climatiques de référence DRIAS-2020. Ils sont consultables sur un site dédié publié par Météo-France en novembre 2022.

#### Le mistral
Le mistral y souffle violemment du nord ou du nord-ouest, particulièrement en hiver et au printemps. Le mistral souffle fortement 100 jours par an en moyenne et faiblement 83 jours, ce qui ne laisse que 182 jours sans vent par an.
On distingue deux types de mistral : le « mistral blanc », qui dégage le ciel en totalité et accentue la luminosité, et le « mistral noir », plus rare, qui est accompagné de pluie.

#### Données météorologiques
Mas-Blanc-des-Alpilles n'ayant pas de station météo, la plus proche est celle de Saint-Rémy-de-Provence.
Le tableau ci-dessous indique les températures et les précipitations pour la période 1971-2000 :
| Mois                              | jan. | fév. | mars | avril | mai  | juin | jui. | août | sep. | oct. | nov. | déc. | année |
| --------------------------------- | ---- | ---- | ---- | ----- | ---- | ---- | ---- | ---- | ---- | ---- | ---- | ---- | ----- |
| Température minimale moyenne (°C) | 3    | 3,6  | 6    | 8,4   | 12,2 | 15,9 | 18,6 | 18,3 | 15   | 11,5 | 6,4  | 4,3  | 10,3  |
| Température moyenne (°C)          | 7    | 8    | 11   | 13,4  | 17,6 | 21,6 | 24,6 | 24,1 | 20,2 | 15,7 | 10,4 | 7,9  | 15,1  |
| Température maximale moyenne (°C) | 11   | 12,4 | 16   | 18,5  | 23   | 27,3 | 30,6 | 30   | 25,5 | 20   | 14,4 | 11,5 | 20    |
| Précipitations (mm)               | 55,6 | 33,3 | 23   | 48,8  | 36,2 | 31,3 | 26,5 | 34,2 | 65,6 | 69,5 | 57,8 | 41,3 | 523,1 |

| Diagramme climatique                                  |             |       |             |            |              |              |            |            |            |             |             |
| J                                                     | F           | M     | A           | M          | J            | J            | A          | S          | O          | N           | D           |
| 11355,6                                               | 12,43,633,3 | 16623 | 18,58,448,8 | 2312,236,2 | 27,315,931,3 | 30,618,626,5 | 3018,334,2 | 25,51565,6 | 2011,569,5 | 14,46,457,8 | 11,54,341,3 |
| Moyennes : • Temp. maxi et mini °C • Précipitation mm |             |       |             |            |              |              |            |            |            |             |             |

## Urbanisme

### Typologie
Au 1er janvier 2024, Mas-Blanc-des-Alpilles est catégorisée bourg rural, selon la nouvelle grille communale de densité à 7 niveaux définie par l'Insee en 2022.
Elle appartient à l'unité urbaine de Saint-Rémy-de-Provence, une agglomération intra-départementale dont elle est une commune de la banlieue,. Par ailleurs la commune fait partie de l'aire d'attraction de Saint-Rémy-de-Provence, dont elle est une commune de la couronne,. Cette aire, qui regroupe 2 communes, est catégorisée dans les aires de moins de 50 000 habitants,.

### Occupation des sols
L'occupation des sols de la commune, telle qu'elle ressort de la base de données européenne d’occupation biophysique des sols Corine Land Cover (CLC), est marquée par l'importance des territoires agricoles (55,7 % en 2018), en diminution par rapport à 1990 (83 %). La répartition détaillée en 2018 est la suivante : 
zones agricoles hétérogènes (52,5 %), zones urbanisées (27,9 %), forêts (16,4 %), terres arables (3,2 %). L'évolution de l’occupation des sols de la commune et de ses infrastructures peut être observée sur les différentes représentations cartographiques du territoire : la carte de Cassini (XVIIIe siècle), la carte d'état-major (1820-1866) et les cartes ou photos aériennes de l'IGN pour la période actuelle (1950 à aujourd'hui).

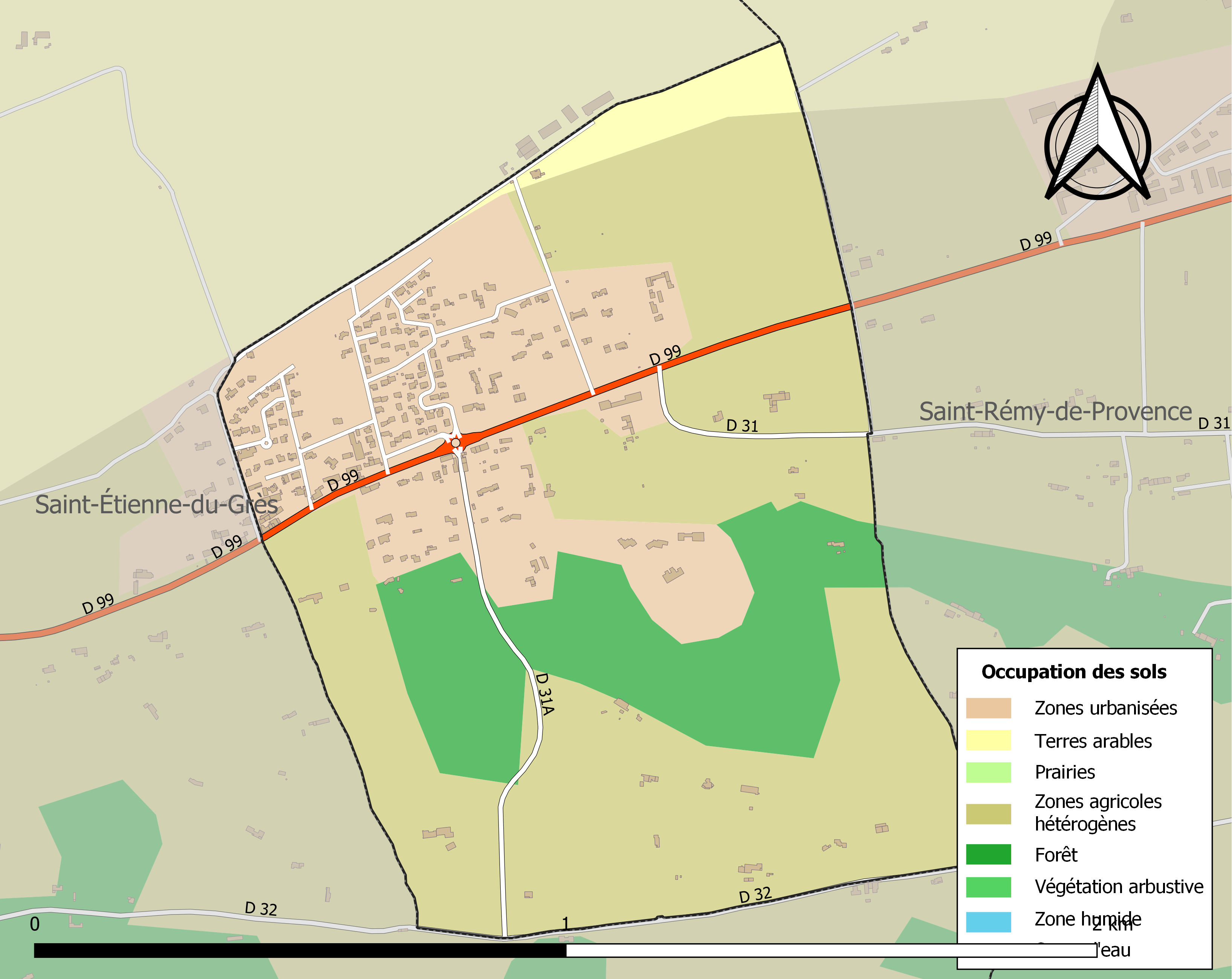
Carte des infrastructures et de l'occupation des sols de la commune en 2018 (CLC).

## Histoire

### Préhistoire et Antiquité
Lors de la seconde partie du premier âge du Fer (VIIe – VIe siècles av. J.-C.), la population, jusqu'alors essentiellement nomade, se sédentarise et se met à construire en dur. Le castrum se structure à la manière d'un village avec ses rues et ses maisons adossées. Le processus d'installation permanente est à mettre en parallèle avec l'intensification des échanges économiques avec les commerçants méditerranéens. En échange de produits de luxe, les habitants des Alpilles produisent des céréales et passent d'une état d'autarcie à une véritable économie d'échange.
Au cours des siècles suivants, la population des Alpilles diminue de façon conséquente : le comptoir grec d'Arles attire de nombreux habitants venus de toute la région.

### Période moderne
Le premier "maire" de la commune date certainement de la création, par Louis XIV, en 1692, de l'Office de Maire, ayant pour les fonctions d'officier d'état civil. Le village ne devient, malgré tout, commune que 100 ans plus tard, en 1793.

## Politique et administration

### Liste des maires

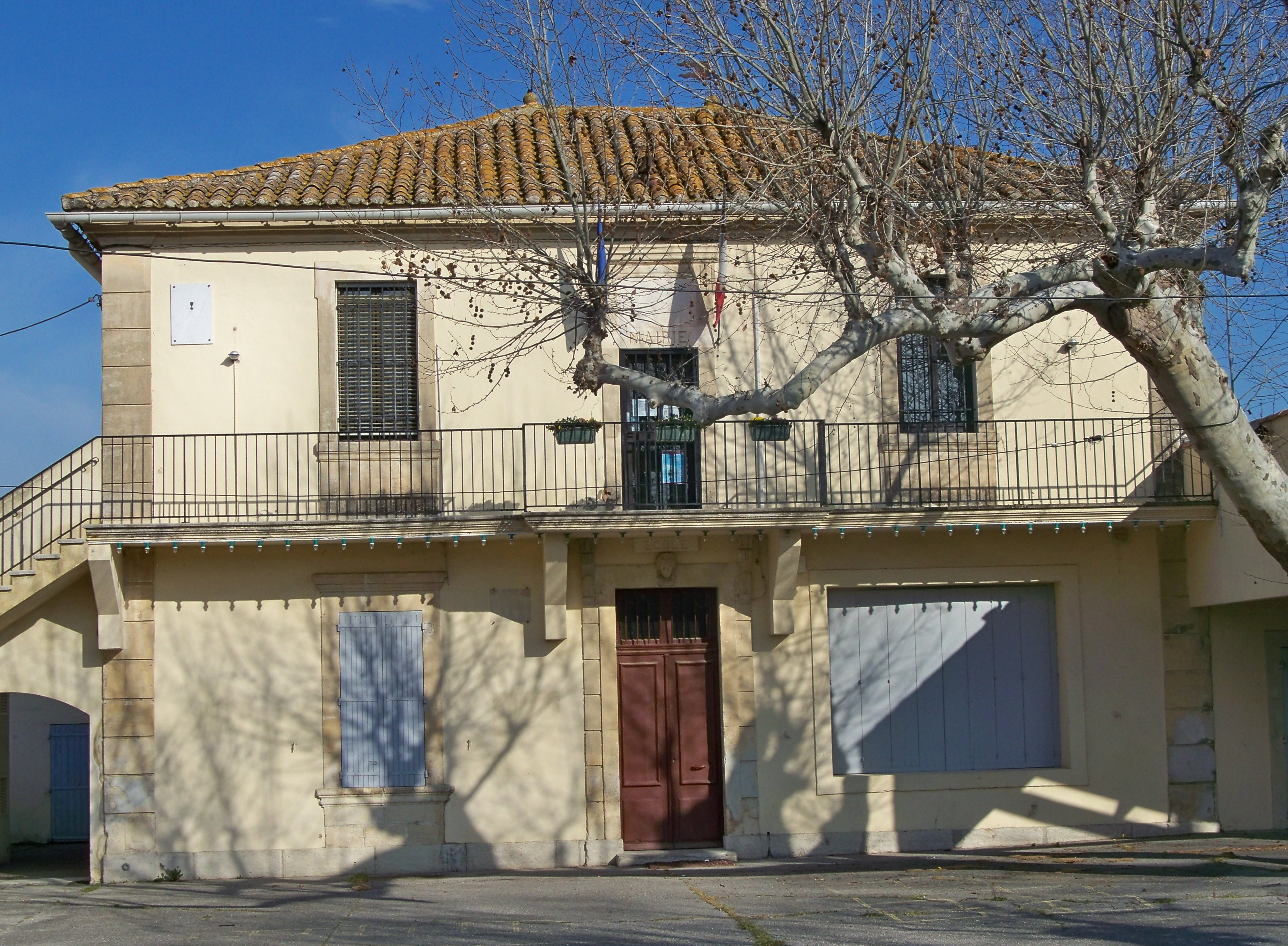
Mairie de Mas-Blanc-des-Alpilles.

De 1789 à 1799, les agents municipaux (maires) sont élus au suffrage direct pour 2 ans et rééligibles, par les citoyens actifs de la commune, contribuables payant une contribution au moins égale à 3 journées de travail dans la commune. Sont éligibles ceux qui paient un impôt au moins équivalent à dix journées de travail.
De 1799 à 1848, La constitution du 22 frimaire an VIII (13 décembre 1799) revient sur l’élection du maire, les maires sont nommés par le préfet pour les communes de moins de 5 000 habitants. La Restauration instaure la nomination des maires et des conseillers municipaux. Après 1831, les maires sont nommés (par le roi pour les communes de plus de 3 000 habitants, par le préfet pour les plus petites), mais les conseillers municipaux sont élus pour six ans.
Du 3 juillet 1848 à 1851, les maires sont élus par le conseil municipal pour les communes de moins de 6 000 habitants.
De 1851 à 1871, les maires sont nommés par le préfet, pour les communes de moins de 3 000 habitants et pour 5 ans à partir de 1855.
Depuis 1871, les maires sont élus par le conseil municipal à la suite de son élection au suffrage universel.
| Période                                  | Période   | Identité         | Étiquette | Qualité      |
| ---------------------------------------- | --------- | ---------------- | --------- | ------------ |
| mai 1945                                 | mars 1971 | Louis Gognon     |           |              |
| mars 1971                                | juin 1995 | Pierre Limberton |           |              |
| juin 1995                                | mars 2008 | Uliano Babski    |           |              |
| mars 2008                                | En cours  | Laurent Geslin   | DVD       | Contremaître |
| Les données manquantes sont à compléter. |           |                  |           |              |

### Intercommunalité
Mas-Blanc-des-Alpilles est une des dix communes de la communauté de communes Vallée des Baux-Alpilles.

### Fiscalité
| Taxe                                                | Part communale | Part intercommunale | Part départementale | Part régionale |
| --------------------------------------------------- | -------------- | ------------------- | ------------------- | -------------- |
| Taxe d'habitation (TH)                              | 11,94 %        | 0,00 %              | 9,19 %              | 0,00 %         |
| Taxe foncière sur les propriétés bâties (TFPB)      | 16,69 %        | 0,00 %              | 10,85 %             | 2,36 %         |
| Taxe foncière sur les propriétés non bâties (TFPNB) | 56,88 %        | 0,00 %              | 9,80 %              | 8,85 %         |
| Taxe professionnelle (TP)                           | 0,00 %         | 15,56 %             | 7,08 %              | 3,84 %         |

La part régionale de la taxe d'habitation n'est pas applicable.
La taxe professionnelle est remplacée en 2010 par la cotisation foncière des entreprises (CFE) portant sur la valeur locative des biens immobiliers et par la contribution sur la valeur ajoutée des entreprises (CVAE) (les deux formant la contribution économique territoriale (CET) qui est un impôt local instauré par la loi de finances pour 2010).

## Population et société

### Démographie
L'évolution du nombre d'habitants est connue à travers les recensements de la population effectués dans la commune depuis 1793. Pour les communes de moins de 10 000 habitants, une enquête de recensement portant sur toute la population est réalisée tous les cinq ans, les populations de référence des années intermédiaires étant quant à elles estimées par interpolation ou extrapolation. Pour la commune, le premier recensement exhaustif entrant dans le cadre du nouveau dispositif a été réalisé en 2008.

En 2022, la commune comptait 537 habitants, en évolution de +4,07 % par rapport à 2016 (Bouches-du-Rhône : +2,48 %, France hors Mayotte : +2,11 %).
| 1793 | 1800 | 1806 | 1821 | 1831 | 1836 | 1841 | 1846 | 1851 |
| ---- | ---- | ---- | ---- | ---- | ---- | ---- | ---- | ---- |
| 130  | 101  | 103  | 90   | 118  | 111  | 118  | 121  | 118  |

| 1856 | 1861 | 1866 | 1872 | 1876 | 1881 | 1886 | 1891 | 1896 |
| ---- | ---- | ---- | ---- | ---- | ---- | ---- | ---- | ---- |
| 119  | 131  | 120  | 107  | 125  | 221  | 139  | 122  | 131  |

| 1901 | 1906 | 1911 | 1921 | 1926 | 1931 | 1936 | 1946 | 1954 |
| ---- | ---- | ---- | ---- | ---- | ---- | ---- | ---- | ---- |
| 134  | 134  | 132  | 136  | 152  | 158  | 136  | 175  | 131  |

| 1962 | 1968 | 1975 | 1982 | 1990 | 1999 | 2006 | 2008 | 2013 |
| ---- | ---- | ---- | ---- | ---- | ---- | ---- | ---- | ---- |
| 134  | 136  | 139  | 248  | 348  | 372  | 476  | 506  | 508  |

| 2018 | 2022 | - | - | - | - | - | - | - |
| ---- | ---- | - | - | - | - | - | - | - |
| 507  | 537  | - | - | - | - | - | - | - |

### Manifestations culturelles et festivités
- Fête votive de la Saint-Lambert[réf. nécessaire]

### Héraldique
| Armes de Mas-Blanc-des-Alpilles | Les armes peuvent se blasonner ainsi : D'azur à un mât de vaisseau d'argent. |

## Économie

### Revenus de la population et fiscalité
En 2008, le revenu fiscal médian par ménage était de 19 438 €, ce qui plaçait Mas-Blanc-des-Alpilles au 7 599e rang  parmi les 31 604 communes de plus de 50 ménages en métropole.

### Agriculture
Le vin de pays des Alpilles est un vin de pays de zone, au nord des Bouches-du-Rhône qui a vocation à labelliser, après dégustation, les vins ne pouvant postuler à l'appellation d'origine. Jusqu'en 2000, il portait le nom de vin de pays de la Petite Crau. La production est d'environ 6 000 hectolitres par an. Son vignoble, installé sur un plateau caillouteux, est limité, au nord, par la Durance et au sud, par les Alpilles.

### Tourisme
Hormis l'agriculture, l'économie la plus facilement identifiable autour du massif des Alpilles est liée au tourisme. Même les producteurs viticoles et oléicoles semblent tenir compte du développement du tourisme et de plus en plus de domaines proposent de la dégustation, voir dans certains cas de véritables cours d'initiation à l'œnologie.
On peut considérer trois principales sortes de tourisme dans les Alpilles. Tout d'abord, le tourisme historique et culturel qui s'appuie sur un patrimoine riche (les Baux-de-Provence, Glanum, etc.) ou sur des festivals. Ensuite, le tourisme détente qui se traduit par un important développement des chambres d'hôtes, de l'hôtellerie et de la location saisonnière, par une concentration importante de piscines et par des animations comme des marchés provençaux. Enfin, le tourisme vert qui profite des nombreux chemins de randonnées et du cadre protégé qu'offrent le massif et ses environs.

## Équipements et services

### Sports
Pour le sport nous avons fabriqué un parc de jeu (basket, foot...) et aussi un terrain de cross.

### Environnement
Le traitement des déchets des ménages et déchets assimilés est assuré dans le cadre des missions de la communauté de communes Vallée des Baux-Alpilles.

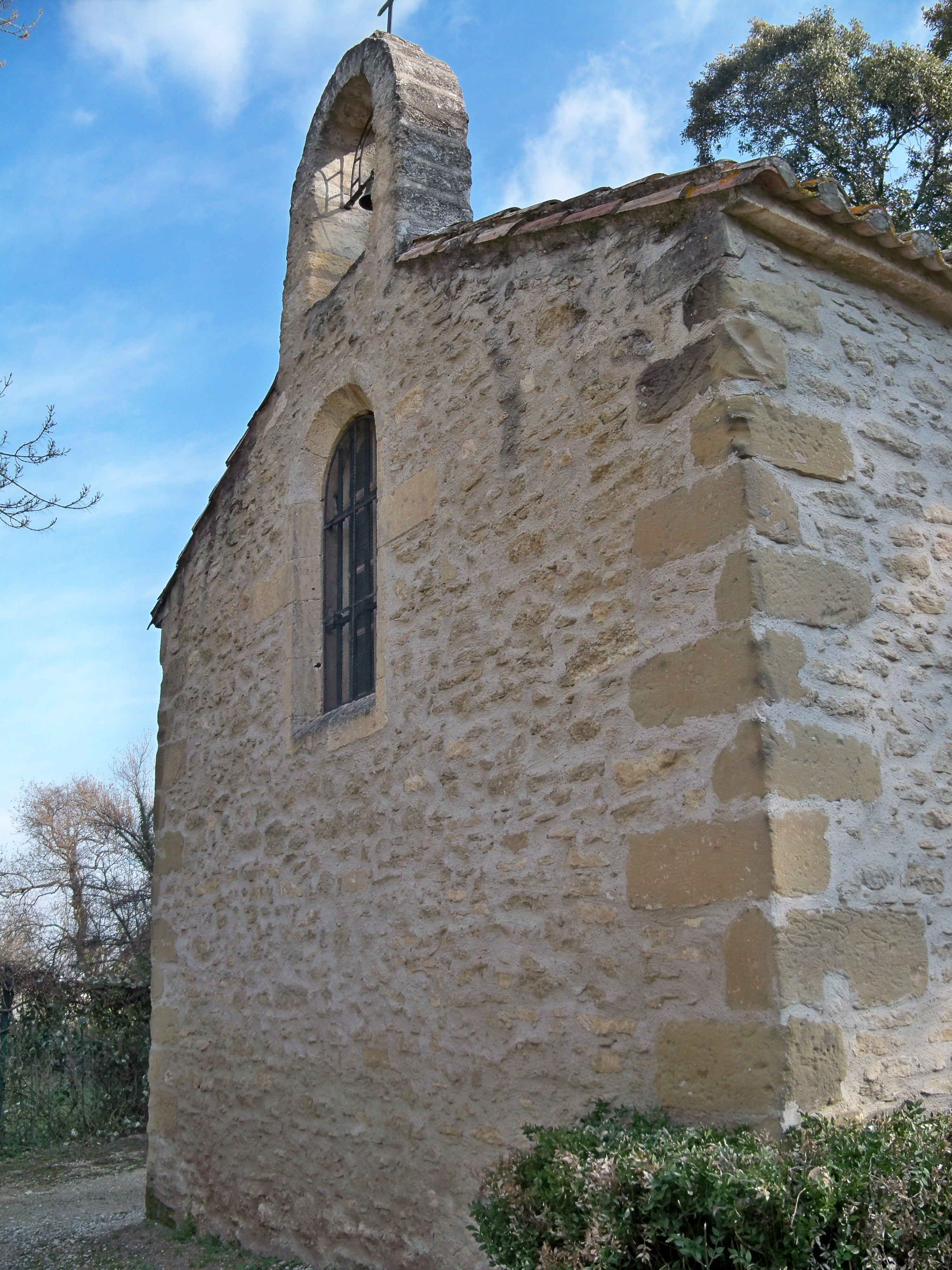
Chapelle Saint-Lambert.

## Culture et patrimoine
- Château de Mas-Blanc, 2de moitié XVIIIe siècle, inscrit sur la liste des monuments historiques[29] (propriété privée).
- Chapelle Saint-Lambert de Vence[30].